# Ammoniumcer(IV)-sulfat
Ammoniumcer(IV)-sulfat ist eine anorganische chemische Verbindung aus der Gruppe der Sulfate, die üblicherweise als Dihydrat vorliegt.

## Gewinnung und Darstellung
Ammoniumcer(IV)-sulfat kann durch Reaktion einer Lösung von Cer(IV)-sulfat mit Ammoniumsulfat gewonnen werden.

## Eigenschaften

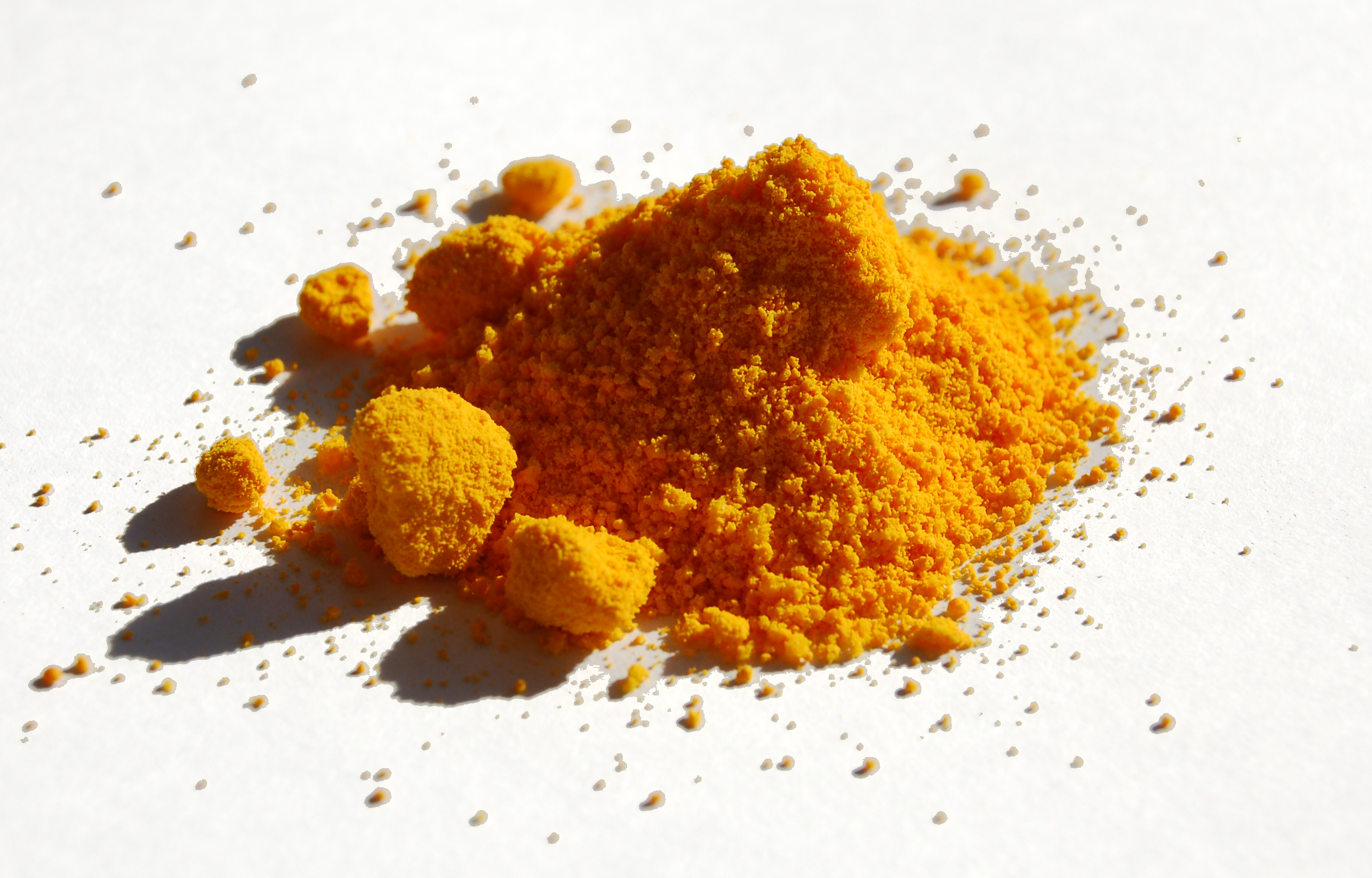
Ammoniumcer(IV)-sulfat-Dihydrat

Ammoniumcer(IV)-sulfat ist ein als gelbe Kristalle oder gelb-oranges Pulver vorliegender Feststoff, der langsam löslich in Wasser ist.

## Verwendung
Ammoniumcer(IV)-sulfat-Dihydrat wird in der Dünnschichtchromatographie zum Nachweis von Antidepressiva in menschlichen Blut- und Urinproben verwendet. Es dient auch als Oxidationsmittel und als Maßlösung für Redoxtitrationen (Cerimetrie).